# Sawa (Isbir)
Sawa, nazwisko świeckie Isbir (ur. 1959 w Latakii) – biskup prawosławnego Patriarchatu Antiocheńskiego.

## Życiorys
Ukończył studia w zakresie inżynierii cywilnej na Uniwersytecie Tiszrin w Latakii, a następnie studia teologiczne na Uniwersytecie w Balamand. W 1988 został wyświęcony na kapłana. Służył w parafii Świętych Archaniołów w Latakii.
W 1998 został wyświęcony na biskupa, zaś rok później został metropolitą Bosry, Hauranu i Dżabal al-Arab.